# Phana' (jezik)
Phana' jezik (pana', bana'; ISO 639-3: phq), jedan od lolo jezika uže skupine akha, kojim govori 350 ljudi (1995) u jednom selu u laoskoj provinciji Bokeo i selima Bopiet i Namtoung u provinciji Luang Namtha.
Znatan dio etničke grupe živi u Kini gdje ih vode pod nacionalnošću Han.

## Vanjske poveznice
- Ethnologue (14th)
- Ethnologue (15th)